# 知多市立八幡中学校
知多市立八幡中学校（ちたしりつ やわたちゅうがっこう）は、愛知県知多市にある公立中学校。通称は八中（はっちゅう）。学校祭の名称（八中祭）などにつかわれている。
敷地は知多市立八幡小学校に隣接している。
知多市立八幡小学校区・つつじが丘小学校区の生徒と新知小学校区の一部の生徒が入学する。

## 沿革
- 1947年（昭和22年） - 八幡町立八幡中学校として創立。
- 1948年（昭和23年） - 木造新校舎が完成。それまでは町立八幡小学校（現、市立八幡小学校）の校舎の一部を借用。
- 1955年（昭和30年） - 八幡町・岡田町・旭町が合併して知多町が発足したことに伴い、知多町立八幡中学校に改称。
- 1957年（昭和32年） - 校歌制定
- 1967年（昭和42年） - 八幡プールが完成（現、市営八幡プール）
- 1968年（昭和43年） - 体育館が竣工。
- 1970年（昭和45年）4月7日 - 知多町が市制施行し知多市になったことに伴い、知多市立八幡中学校に改称。
- 1973年（昭和48年） - 鉄筋校舎が完成。
- 1984年（昭和59年） - 生徒数が1588名と最高となる。（38学級）
- 1985年（昭和60年） - 生徒数増加に伴い、同校から知多市立中部中学校を分離。
- 2008年（平成20年） - 体育館老朽化による体育館取り壊しおよび新体育館竣工。
- 2009年（平成21年） - 新体育館完成。
- 2009年（平成21年） - 体操服・ジャージのデザイン変更。

## 年間行事
- 4月 - 入学式、始業式、離任式、PTA総会
- 5月 - BESTDAY（1年）、家庭訪問、部活動保護者会、五中戦
- 6月 - 生徒総会、修学旅行（3年）、学校保健委員会、林間学校（2年）
- 7月 - 福祉実践教室（1年）、保護者会、部活動激励会、終業式、知多地方体育大会、愛知県総合体育大会
- 8月 - 部活動体験（小中連携）、出校日
- 9月 - 始業式、市内一斉合同避難訓練、交通安全教室、生徒会役員選挙
- 10月 - 八中祭（学校祭）
- 11月 - 学校保健委員会、進路説明会（3年）、火災避難訓練
- 12月 - 合唱コンクール、保護者会、終業式
- 1月 - 始業式、職場体験（2年）、保護者会（3年）
- 2月 - 中学校入学説明会
- 3月 - 3年生を送る会、同窓会入会式（3年）、卒業式、生徒会役員選挙、進路説明会（2年）、修了式

備考
- 福祉実践教室・3年生を送る会などは多少月日がずれる。
- BESTDAYは入学したばかりの1年生がクラスメイト同士の親睦・団結を高めるために行う校外学習である。各クラスの級訓発表などを行う。平成19・20年度は内海：奥田海岸での潮干狩りを行った。平成21年度は内海で地引網の予定。近年は、佐布里緑と花のふれあい公園に徒歩で往復することになっている。
- 五中戦は知多市内の五中学校が部活ごとに争う、五中学校対抗戦である。（野球・サッカー・バスケット・陸上・ソフトテニス・バレー・水泳・バドミントンがある。）
- 修学旅行は2泊3日で行き先は平成20・21年度は東京。平成19年度は東京・伊豆である。東京ディズニーランド・東京散策はまず毎年実施する。
- 林間学校は2泊3日で行き先は愛知県旭高原少年自然の家から、奈良県曽爾高原に変更された。

## 部活動
運動部
| - 軟式野球部 （男子） - サッカー部（男女） - ソフトボール部（女子） - バレーボール部（女子） | - 陸上競技部（男女） - ソフトテニス部（男女） - バスケットボール部（男女） | - 卓球部（男女） - 柔道部（男女） - 剣道部（男女） |

文化部
- 吹奏楽部
- 家庭部
- 美術部
- 自然科学部

以前は、卓球・体操（女子）・水泳・新体操（男子）などがあったが、指導者不足からか一旦廃部となる。

## 周辺施設
- 名古屋鉄道 朝倉駅（徒歩約15分）
- 名古屋鉄道 寺本駅（徒歩約5分）
- 知多市立八幡小学校（隣接）
- 知多市勤労文化会館
- 知多市民体育館
- 知多市陸上競技場

## 著名な出身者
一般的な公立中学校であるが、4名のプロ野球選手を輩出している。
- 伊藤敦規 - 元プロ野球選手[1]（投手 / 阪神タイガースほか）
- 山﨑武司 - 元プロ野球選手[1]（内野手 / 中日ドラゴンズ・東北楽天ゴールデンイーグルスほか）
- 浅尾拓也 - 元プロ野球選手[1]（投手 / 中日ドラゴンズ）
- 小山雄輝 - 元プロ野球選手[1]（投手 / 読売ジャイアンツ）
- 加古智美 - 元柔道選手
- 山下葉留花 - アイドル（日向坂46）